# Prostitución en Mongolia

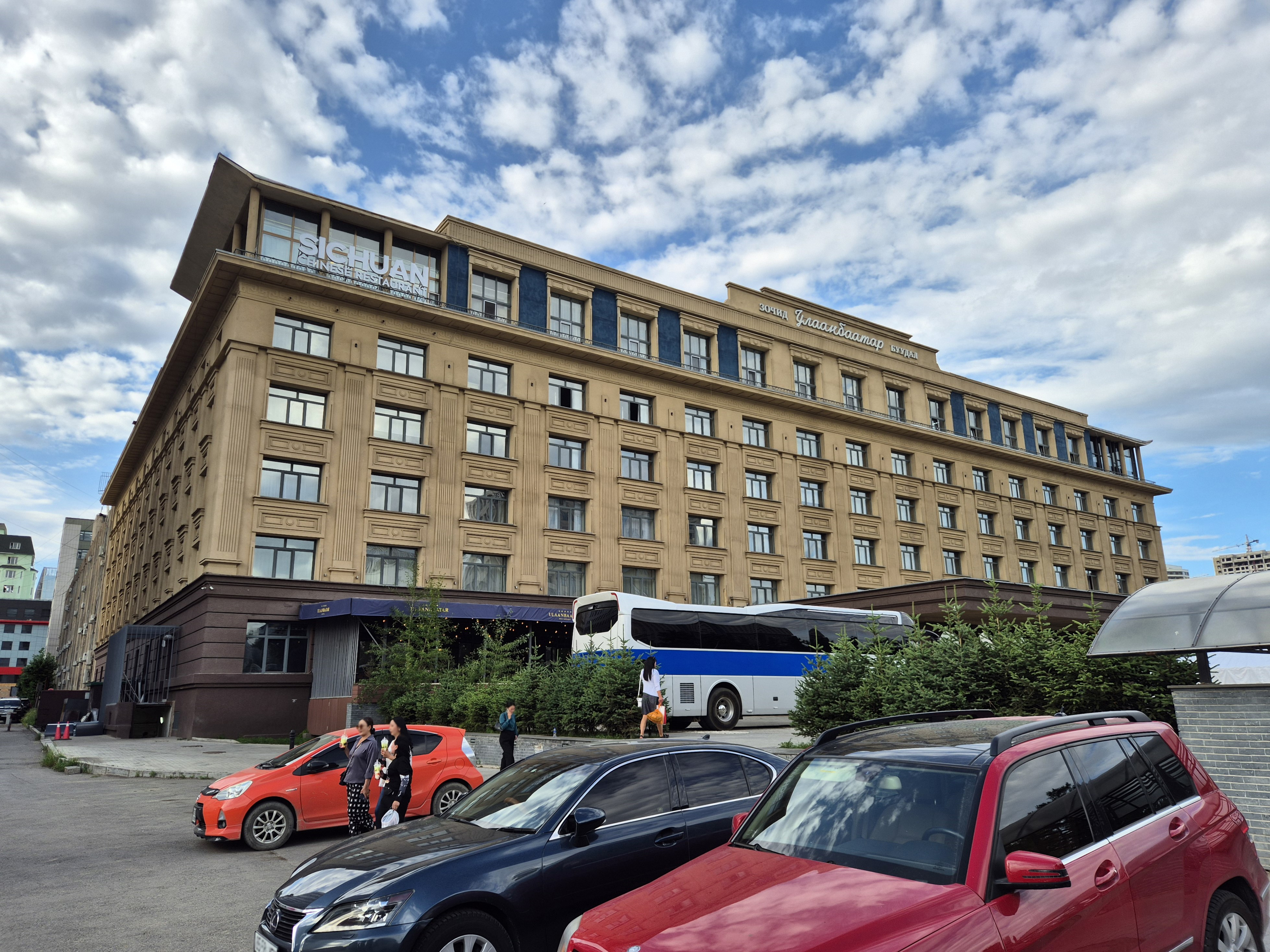
Exteriores del Hotel Ulán Bator, ubicado en la capital de Mongolia. En sus alrededores se concentra un alto porcentaje de la prostitución del país debido a ser el punto de referencia de turistas extranjeros.

La prostitución en Mongolia es ilegal, pero está muy extendida en algunas zonas. El Fondo Mundial para la Tuberculosis, el Sida y la Malaria calculó que en 2006 había unas 19 000 trabajadoras del sexo en este país. Muchas mujeres de Mongolia recurren a la prostitución debido a la pobreza. Otros problemas crecientes de Mongolia pasan por ser el tráfico sexual y la prostitución infantil, incluido su respectivo turismo sexual.

## Situación
Aunque ilegal, la prostitución en Mongolia va en aumento, en parte debido a la creciente industria minera.
En la capital, Ulán Bator, la prostitución se concentraba antes en el parque situado frente al Hotel Ulán Bator, donde se alojaban la mayoría de los occidentales adinerados que visitaban el país. En los últimos años se ha trasladado a bares de karaoke, hoteles, saunas y salones de masaje. Las activistas de la mujer afirman que hay cientos de estos establecimientos en la ciudad. Aunque la policía hace redadas de vez en cuando, en general los establecimientos funcionan sin problemas.
El número de hombres empleados en la mina de cobre de Oyu Tolgoi y en los yacimientos de carbón de Tavan Tolgoi ha provocado un gran aumento del número de trabajadoras del sexo en estas zonas.
A lo largo de las principales autopistas que conducen a la frontera con China, los camioneros intercambian gasóleo por sexo. Las prostitutas de las autopistas son conocidas como "chicas diésel".

## Salud sexual
Como el trabajo sexual en el país es clandestino debido a la situación legal, las trabajadoras del sexo tienen poco acceso a los servicios de salud y prevención sexual. Las ETS son altas entre las trabajadoras del sexo, con un 30 % de sífilis. La Fundación Nacional del SIDA teme una propagación acelerada del VIH.

## Turismo sexual
En el país se practica el turismo sexual. La policía informa de que 1 500 mujeres y adolescentes trabajan en bares, salones de masaje y hoteles que atienden a extranjeros y turistas. Los turistas japoneses y surcoreanos practican el turismo sexual infantil en el país. A menudo hay complicidad familiar de los niños implicados.

## Tráfico sexual
Mongolia es un país de origen y destino de mujeres y niños víctimas del tráfico sexual. Uno de los principales destinos es China, donde las víctimas son obligadas a prostituirse para pagar a los traficantes de personas la "tarifa" por llevarlas al extranjero. Mujeres y niñas son sometidas al tráfico sexual en salones de masaje, hoteles, bares y clubes de karaoke de Mongolia. Las mujeres son sometidas a la prostitución forzada tras contraer matrimonio con intermediarios comerciales con hombres chinos y, con menor frecuencia, con surcoreanos. 
Los traficantes utilizan a veces drogas, redes sociales fraudulentas, oportunidades de trabajo en línea o programas de inglés para atraer a las víctimas mongolas al tráfico sexual. Un número significativo de víctimas mongolas procedentes de zonas rurales y de escasos recursos económicos son objeto de trata sexual en Ulán Bator y las zonas fronterizas.
El artículo 113 del Código Penal del país prohíbe todas las formas de trata de personas; sin embargo, las autoridades acusan con frecuencia a los presuntos traficantes sexuales en virtud del artículo 124, que tipifica como delito inducir a otros a la prostitución y organizarla, pero no exige el elemento de fuerza, fraude o coacción que define un delito de trata. Las autoridades procesaron a 37 acusados y condenaron a ocho en virtud del artículo 124 en 2016; sin embargo, no estaba claro cuántos de estos casos tenían vínculos directos con la trata con fines sexuales.
El continuo desarrollo de la industria minera en el sur de Mongolia provocó un aumento de la migración interna e internacional, lo que incrementó el riesgo de trata, especialmente a lo largo de la frontera entre China y Mongolia. Las mujeres jóvenes corren el riesgo de ser explotadas en la prostitución por camioneros que transportan carbón y que están a la espera de cruzar la frontera. 
Algunos niños mongoles son a veces objeto de tráfico sexual, a menudo con la complicidad familiar. Según informes anteriores, la corrupción entre los funcionarios mongoles obstaculiza los esfuerzos del gobierno contra la trata. La Oficina de Vigilancia y Lucha contra la Trata de Personas del Departamento de Estado de los Estados Unidos clasificó a Mongolia como país de "nivel 2".